# Омельник (Пологівський район)
Омельни́к — село в Україні, у Преображенській сільській громаді Пологівського району Запорізької області. Населення станом на 1 січня 2015 року становило 477 осіб, налічувалось 175 домогосподарств.

## Географія
Село Омельник розташоване за 73 км від обласного центру, 57 км від районного центру, 10 км від адміністративного центру сільської громади, 12 км від колишнього районного центра — міста Оріхів, на обох берегах річки Жеребець (права притока річки Кінська). Вище за течією, на відстані 0,5 км, розташоване село Єгорівка, нижче за течією, на відстані 2,5 км, розташоване село Васинівка. Через село пролягає автошлях територіального значення Т 0814. Площа населеного пункту складає — 209,4 га. Середня висота над рівнем моря — 67 м.

## Історія
Село Омельник засноване наприкінці XVIII століття державними селянами — переселенцями з села Омельник Полтавської губернії. Назва села походить від рослини омели. У січні 1918 році в селі була встановлена радянська влада. У 1924 році створена сільськогосподарська артіль «Свобода».
У жовтні 1941 року село було тимчасово окуповане німецько-фашистськими військами. На фронт було відправлено 296 місцевих жителів, з них 82 — удостоєні орденів і медалей СРСР. 19 вересня 1943 року село було звільнено від німецьких окупантів. Цього дня встановлено День села. За період з 1963 по 1969 роки було споруджено 208 житлових будинків.
6 серпня 2015 року, в ході децентралізації, Омельницька сільська рада об'єднана з Преображенською сільською громадою.
17 липня 2020 року, під час адміністративно-територіальної реформи та ліквідації Оріхівського району, село увійшло до складу Пологівського району.
З початку російського вторгнення в Україну, село опинилося за 15 км від лінії фронту. До початку війни з майже 500 мешканців села залишилося близько 300 осіб. Попри регулярні обстріли з боку російських окупантів, мешканці села не покидають рідні домівки.
27 квітня 2023 року російські окупанти завдали ракетного удару по єдиній сільській школі, яка була вщент зруйнована.
2 січня 2024 року окупанти завдали авіаудар по сільському цвинтарю.

## Населення

### Мова
Розподіл населення за рідною мовою за даними перепису 2001 року:
| Мова            | Кількість | Відсоток |
| --------------- | --------- | -------- |
| українська      | 548       | 95.64%   |
| російська       | 23        | 4.01%    |
| інші/не вказали | 2         | 0.35%    |
| Усього          | 573       | 100%     |

## Економіка
- ТОВ «Агротех» [Архівовано 8 жовтня 2014 у Wayback Machine.]
- СГП «Династія Щербини»
- ТОВ «Аврора».

## Об'єкти соціальної сфери
- Омельницька загальноосвітня середня школа I—III ступенів (зруйнована російськими окупантами 27 квітня 2023 року)
- Бібліотека
- Будинок культури
- Амбулаторія
- 3 крамниці
- Поштове відділення зв'язку
- АТС
- Ветлікарня
- СТО
- Церква
- АЗС

## Пам'ятка
- Братська могила радянських воїнів

## Особистість
В селі народився Доллежаль Микола Антонович — радянський науковець в області теплотехніки і енергетики, двічі Герой Соціалістичної Праці, кавалер 4 орденів «ім. Леніна», лауреат Ленінської і Державних премій, головний конструктор реактора першої в світі атомної електростанції, член-кореспондент АН СРСР.